# Superliga 2011-2012 (Slovacchia)
La Superliga 2011-2012 (chiamata anche Corgoň Liga per motivi di sponsorizzazione) è stata la dodicesima edizione del campionato di calcio slovacco. La stagione è iniziata il 15 luglio 2011 ed è terminata il 20 maggio 2012. Lo Žilina ha vinto il titolo per la sesta volta.

## Avvenimenti
Il Dubnica era stato retrocesso dopo essersi classificato all'ultimo posto nella stagione precedente. Al suo posto era stato promosso l'AS Trenčín, vincitore della seconda divisione.

## Formato
Le 12 squadre si sono affrontate in gironi di andata-ritorno-andata, per un totale di 33 giornate.

La squadra campione di Slovacchia si è qualificata per il secondo turno di qualificazione della UEFA Champions League 2012-2013.

La seconda e la terza classificata si sono qualificate per il secondo turno della UEFA Europa League 2012-2013.

L'ultima classificata è retrocessa direttamente in 1. Slovenská Futbalová Liga.

## Squadre partecipanti
| Club                | Città           | Stadio                     | Posizione 2010-2011                     |
| ------------------- | --------------- | -------------------------- | --------------------------------------- |
| AS Trenčín          | Trenčín         | Štadión na Sihoti          | 1º posto in 1. Slovenská Futbalová Liga |
| DAC Dunajská Streda | Dunajská Streda | DAC Stadion                | 9º posto                                |
| Dukla B.B.          | Banská Bystrica | Stadio SNP                 | 5º posto                                |
| VSS Košice          | Košice          | Stadio Lokomotíva          | 10º posto                               |
| Nitra               | Nitra           | Štadión pod Zoborom        | 8º posto                                |
| Ružomberok          | Ružomberok      | Štadión MFK Ružomberok     | 7º posto                                |
| Senica              | Senica          | Štadión FK Senica          | 2º posto                                |
| Slovan Bratislava   | Bratislava      | Stadio Pasienky            | Campione di Slovacchia                  |
| Spartak Trnava      | Trnava          | Stadio Antona Malatinského | 4º posto                                |
| Tatran Prešov       | Prešov          | Stadio Tatran              | 11º posto                               |
| ViOn Z.M.           | Zlaté Moravce   | Štadión FC ViOn            | 6º posto                                |
| Žilina              | Žilina          | Štadión pod Dubňom         | 3º posto                                |

## Classifica
|                       | Pos. | Squadra             | Pt | G  | V  | N  | P  | GF | GS | DR  |
| --------------------- | ---- | ------------------- | -- | -- | -- | -- | -- | -- | -- | --- |
| Slovacchia (bandiera) | 1.   | Žilina              | 67 | 33 | 19 | 10 | 4  | 52 | 27 | +25 |
|                       | 2.   | Spartak Trnava      | 65 | 33 | 19 | 8  | 6  | 44 | 22 | +22 |
|                       | 3.   | Slovan Bratislava   | 59 | 33 | 16 | 11 | 6  | 48 | 35 | +13 |
|                       | 4.   | Senica              | 57 | 33 | 15 | 12 | 6  | 47 | 23 | +24 |
|                       | 5.   | AS Trenčín          | 48 | 33 | 12 | 12 | 9  | 51 | 49 | +2  |
|                       | 6.   | Ružomberok          | 44 | 33 | 11 | 11 | 11 | 39 | 34 | +5  |
|                       | 7.   | ViOn Z.M.           | 41 | 33 | 11 | 8  | 14 | 34 | 43 | -9  |
|                       | 8.   | Nitra               | 39 | 33 | 9  | 12 | 12 | 33 | 39 | -6  |
|                       | 9.   | Dukla B.B.          | 37 | 33 | 9  | 10 | 14 | 37 | 44 | -7  |
|                       | 10.  | Tatran Prešov       | 33 | 33 | 7  | 12 | 14 | 23 | 35 | -12 |
|                       | 11.  | VSS Košice          | 29 | 33 | 6  | 11 | 16 | 25 | 40 | -15 |
|                       | 12.  | DAC Dunajská Streda | 16 | 33 | 5  | 1  | 27 | 21 | 63 | -42 |

Legenda:

      Campione di Slovacchia e ammessa alla UEFA Champions League 2012-2013

      Ammesse alla UEFA Europa League 2012-2013

      Retrocesse in 1. Slovenská Futbalová Liga 2012-2013

### Verdetti
- Campione di Slovacchia:  Žilina
- In UEFA Champions League 2012-2013:  Žilina (al secondo turno di qualificazione)
- In UEFA Europa League 2012-2013:  Spartak Trnava,  Slovan Bratislava (al secondo turno di qualificazione),  Senica (al primo turno di qualificazione)
- Retrocessa in 1. Slovenská Futbalová Liga:  DAC Dunajská Streda

## Statistiche e record

### Classifica marcatori
| Gol |  |  | Giocatore        | Squadra             |
| --- |  |  | ---------------- | ------------------- |
| 18  |  |  | Pavol Masaryk    | Ružomberok          |
| 15  |  |  | Juraj Halenár    | Slovan Bratislava   |
| 11  |  |  | Lester Peltier   | AS Trenčín          |
| 10  |  |  | Martin Jakubko   | Dukla B.B.          |
| 10  |  |  | Róbert Pich      | Žilina              |
| 9   |  |  | Tomáš Majtán     | Žilina              |
| 9   |  |  | Martin Vyskočil  | Spartak Trnava      |
| 8   |  |  | Dzon Delarge     | DAC Dunajská Streda |
| 8   |  |  | David Depetris   | AS Trenčín          |
| 6   |  |  | Filip Hlohovský  | AS Trenčín          |
| 6   |  |  | Martin Hruška    | ViOn Z.M.           |
| 6   |  |  | Erik Pačinda     | VSS Košice          |
| 6   |  |  | Ladislav Tomaček | Spartak Trnava      |

### Capoliste solitarie
- Dalla 3ª giornata alla 4ª giornata:  ViOn Z.M.
- Dalla 5ª giornata alla 7ª giornata:  Slovan Bratislava
- Dalla 8ª giornata alla 9ª giornata:  Spartak Trnava
- 10ª giornata:  Žilina
- Dalla 11ª giornata alla 17ª giornata:  Spartak Trnava
- 18ª giornata:  Žilina
- Dalla 21ª giornata alla 22ª giornata:  Slovan Bratislava
- Dalla 23ª giornata alla 26ª giornata:  Žilina
- Dalla 28ª giornata alla 33ª giornata:  Žilina

### Record
- Maggior numero di vittorie:  Žilina e  Spartak Trnava (19)
- Minor numero di sconfitte:  Žilina (4)
- Migliore attacco:  Žilina (52 gol fatti)
- Miglior difesa:  Spartak Trnava (22 gol subiti)
- Miglior differenza reti:  Žilina (+25)
- Maggior numero di pareggi:  Senica,  AS Trenčín,  Nitra e  Tatran Prešov (12)
- Minor numero di pareggi:  DAC Dunajská Streda (1)
- Minor numero di vittorie:  DAC Dunajská Streda (5)
- Maggior numero di sconfitte:  DAC Dunajská Streda (27)
- Peggiore attacco:  DAC Dunajská Streda (21 gol fatti)
- Peggior difesa:  DAC Dunajská Streda (63 gol subiti)
- Peggior differenza reti:  DAC Dunajská Streda (-42)

## Matrice risultati
|                 | Dun     | Duk     | Koš     | Nit     | Ruž     | Sen     | Slo     | Spa     | Tat     | Tre     | Zla     | Žil     |
| --------------- | ------- | ------- | ------- | ------- | ------- | ------- | ------- | ------- | ------- | ------- | ------- | ------- |
| Dunajská Streda | ––––    | 1-3 1-2 | 0-1 2-0 | 0-2     | 0-2 0-1 | 0-1     | 1-0 2-3 | 0-1     | 0-0     | 2-0     | 0-2     | 2-1 0-2 |
| Dukla           | 1-0     | ––––    | 4-0 0-0 | 1-2 1-1 | 2-0     | 1-1     | 1-2 1-1 | 0-3     | 2-0     | 2-0 1-2 | 0-1 0-0 | 1-3 2-1 |
| Košice          | 3-0     | 3-1     | ––––    | 0-2 1-2 | 1-1     | 0-1 0-0 | 0-1     | 1-1 0-1 | 1-0 0-0 | 1-2     | 1-1 0-1 | 1-2     |
| Nitra           | 2-0 3-0 | 2-2     | 1-1     | ––––    | 2-3     | 0-0 1-0 | 0-1     | 1-3 0-2 | 2-2 0-1 | 0-0     | 0-1 1-0 | 0-2     |
| Ružomberok      | 3-1     | 2-0     | 1-1 2-0 | 0-0 1-1 | ––––    | 0-1     | 1-0 0-0 | 0-0     | 1-1     | 1-1     | 4-0     | 1-2 0-1 |
| Senica          | 3-0 5-1 | 0-0     | 0-1     | 3-1     | 2-1 2-0 | ––––    | 2-2     | 1-1     | 3-0 0-0 | 4-0     | 1-0     | 1-2 1-1 |
| Slovan          | 3-1     | 3-2     | 2-1 1-1 | 0-0 2-1 | 2-0     | 3-2 2-2 | ––––    | 2-1 0-0 | 2-0     | 3-1 2-2 | 0-0 3-0 | 2-1     |
| Spartak         | 2-1 3-0 | 3-1 2-0 | 1-0     | 1-2     | 0-2 3-0 | 1-1 1-0 | 2-0     | ––––    | 0-0 1-0 | 1-0 2-2 | 1-0     | 1-1     |
| Tatran          | 0-2 4-0 | 0-1 2-2 | 0-1     | 1-1     | 1-1     | 0-1     | 0-1 2-1 | 2-0     | ––––    | 1-0     | 0-1     | 0-0 1-1 |
| Trenčín         | 1-0 2-1 | 2-2     | 4-1 1-1 | 0-0 5-2 | 1-1 2-1 | 0-1     | 2-2     | 4-2     | 4-0 2-0 | ––––    | 3-1     | 3-3     |
| Zlaté Moravce   | 2-1 3-2 | 1-0     | 3-2     | 1-1     | 1-0 3-5 | 0-0 1-3 | 1-1     | 0-1 0-2 | 1-2     | 3-0 2-3 | ––––    | 1-1     |
| Žilina          | 2-0     | 3-1     | 1-1 1-0 | 2-0     | 2-1     | 3-1     | 2-1 3-0 | 0-1 1-0 | 1-0     | 0-0 2-2 | 2-2 1-0 | ––––    |